# Ivan cel Groaznic (film)

Afișul românesc al filmului, seria a II-a

Ivan cel Groaznic (titlul original: în rusă Иван Грозный, transliterat: Ivan Groznâi) este un film istoric sovietic al regizorului Serghei Eisenstein, compus din două părți, prima parte produsă în 1944, iar partea doua în 1958. El are ca temă perioada de domnie a țarului rus Ivan cel Groaznic.

## Sinopsis
În prima parte a filmului, produsă în anul 1944 sub regia lui Serghei Mihailovici Eisenstein, este prezentată urcarea pe tron și încoronarea la vârsta de 16 ani a lui Ivan al IV-lea ca țar al Rusiei. Noul țar dă de știre norodului că el va apăra Rusia față de puterile străine. Urmează ceremoniile de căsătorie cu prințesa Anastasia Romanovna, dar festivitatea este tulburată de o revoltă a populației, care va fi potolită de țar. Tânărul țar pornește război contra hanatului tătar și trupele ruse ocupă Kazanul, capitala hanatului. După moartea țarinei, Ivan devine evlavios, crezând că moartea ei este o pedeapsă cerească pentru faptele lui. El vrea să abdice și să părăsească Moscova, numai rugămințile norodului îl înduplecă să rămână mai departe ca țar.
În partea a doua a filmului, produsă de același regizor, dar distribuită abia în anul 1958, este prezentată perioada de domnie a țarului după întoarcerea sa la Moscova. În acea perioadă el a introdus reformele care au dus la centralizarea puterii monarhului în detrimentul privilegiilor boierilor.
Proiectul original includea trei părți ale filmului despre viața lui Ivan al IV-lea: prima parte a fost produsă și distribuită în 1944, partea a doua (intitulată inițial Complotul boierilor) a fost filmată în 1946, dar a fost oprită de către cenzura sovietică și distribuită abia în 1958 (la zece ani după moartea regizorului Serghei Eisenstein), iar partea a treia, începută în 1947, nu a fost finalizată din cauza decesului regizorului în 1948, fiind filmate doar câteva secvențe.

## Distribuție
- Nikolai Cerkasov: țarul Ivan al IV -lea
- Liudmila Țelikovskaia: Anastasia Romanovna
- Pavel Kadocinikov: Vladimir
- Mihail Șarov: Maliuta Skuratov